# Yung Lean
Pour les articles homonymes, voir Lean.
 (mars 2016).
Si vous disposez d'ouvrages ou d'articles de référence ou si vous connaissez des sites web de qualité traitant du thème abordé ici, merci de compléter l'article en donnant les références utiles à sa vérifiabilité et en les liant à la section « Notes et références ».
Jonatan Aron Leandoer Håstad, plus connu sous le nom de Yung Lean, est un rappeur, chanteur et producteur suédois, né le 18 juillet 1996 à Stockholm. Il est considéré comme un des précurseurs du Cloud Rap.
Il a sorti sa première mixtape en 2013 (intitulée Unknown Death 2002) et plusieurs singles sur YouTube, sous le label de Sad Boys Entertainment, incluant Ginseng Strip 2002, Kyoto et Yoshi City.
Il est le fils de l'écrivain suédois Kristoffer Leandoer.

## Biographie
Jonatan Aron Leandoer Håstad est né à Stockholm (Suède), le 18 juillet 1996. Après quelques années passées à Minsk (Biélorussie) d’où sa mère est originaire, sa famille retourne en Suède. Il vit alors à Stockholm, et grandit dans le quartier de Södermalm. Durant son enfance, il a commencé à développer un intérêt pour la musique Hip-Hop après avoir reçu l'album Get Rich or Die Tryin' de 50 Cent.

### 2012-13: Débuts de carrière
Håstad a rencontré Yung Sherman et Yung Gud dans un parc à Stockholm, cette rencontre a fondé leur amitié, découvrant qu'ils appréciaient en partie les mêmes musiques. Ensemble, ils ont formé leur groupe connu sous le nom de Hasch Boys, qui se composait de Lean, Sherman et Gud ainsi que d'autres personnes de Stockholm, qui devinrent plus tard une partie du groupe Gravity Boys Shield Gang.
Lorsque tous les autres membres ont commencé à perdre l'intérêt pour Hasch Boys, Lean réalise qu'il était le seul membre encore actif. En conséquence, il fonde alors le groupe Sad Boys, tout seul, en 2013. A ce jour le groupe Sad Boys compte trois membres : Lean, Gud et Sherman. Yung Lean mentionne souvent le groupe Sad Boys dans ses chansons ou SBE, qui signifie Sad Boys Entertainment. En 2012, Yung Lean écrivait et enregistrait des paroles pour publier ses musiques sur son profil SoundCloud

### 2013-présent: succès
Yung Lean a commencé à attirer l'attention du public en 2013 lorsque le clip de son titre "Ginseng Strip 2002" connut un grand succès, dépassant les 33 millions de vues sur YouTube. La même année, il sort sa première mixtape officielle, Unknown Death 2002  et un EP intitulé Lavender qui inclut le morceau Ginseng Strip 2002 ainsi que d'autres morceaux que Yung Lean refusait d'inclure dans Unknown Death 2002.
En 2013, Yung Lean et les Sad Boys font une tournée à travers l'Europe. Cette même année, Acclaim Magazine invite Yung Lean pour une interview, où les journalistes lui pose une grande variété de questions, y compris sa "gueule de bois" préférée, son papier peint de bureau et son parfum de confiture préféré (sa réponse fut rhubarbe).
En 2014, Yung Lean et les Sad Boys ont embarqué dans leur tournée White Marble Tour, en jouant dans 24 villes à travers l'Europe. Peu de temps après la conclusion de cette tournée, les Sad Boys ont annoncé une nouvelle tournée : Black Marble Tour : North America, qui comprendrait plusieurs représentations dans les villes à travers l'Amérique du Nord. Le premier de ces spectacles a eu lieu en juillet au Webster Hall à New York, et a été bien accueilli par des magazines tels que XXL ainsi que le New York Times.
Yung Lean a joué sur Studio PSL en mai 2014 et a également été l'un des cinq derniers candidats pour le 2014 P3 Guld dans la catégorie Hip-Hop/soul.
Yung Lean a sorti son premier album intitulé Unknown Memory le 23 septembre 2014. L'album a été accompagné de tournées nord-américaines et européennes, commençant le 1er décembre à New York sur la scène principale du Webster Hall.
En 2016, Yung Lean a sorti son deuxième album intitulé Warlord, le 25 février ainsi qu'une mixtape intitulée Frost God, le 14 décembre.
En 2017, Yung Lean sort troisième album studio intitulé Stranger
En 2020, Yung Lean sort son quatrième album intitulé Starz.

## Talent artistique
Yung Lean a été controversé pour son style de rap considéré comme « mou ». Nombre de ses morceaux reposent sur une atmosphère mélancolique, d'où le nom Sad Boys qui signifie littéralement « garçons tristes ».
À une époque, Yung Lean était connu pour porter régulièrement des bob. Ses paroles étaient souvent centrées sur les jeux vidéo, les drogues, et les boissons comme Arizona Iced Tea et Gatorade. Il faisait également des références à des séries, des films américains tels que Star Wars, Ghostbusters et Rush Hour. Yung Lean fait souvent le référencement des années 2001, 2002 et 2003 dans ses musiques, il les considère comme « les années les plus émotionnelles du hip-hop ». Il est également connu pour référencer la culture populaire des débuts des années 2000 comme Pokémon, et les débuts d'internet qu'il considère comme une partie de son enfance.
Yung Lean est aussi connu sous le nom de jonatan leandoer 96 (anciennement jonatan leandoer127), sous ce nom il produit des musiques avec des thèmes bien plus personnels et artistiques. Son style de musique s'éloigne du rap pour ce projet où il tente des compositions folk et un chant plus axé pop.
Il est aussi chanteur dans le groupe suédois punk et grunge, Död Mark (composé de Yung Lean et de son producteur Yung Gud).

## Discographie

### Albums studio
- 2014 - Unknown Memory
- 2016 - Warlord
- 2017 - Stranger
- 2017 - Psychopath Ballads (sous le pseudonyme Jonatan leandoer 96)
- 2019 - Nectar (sous le pseudonyme Jonatan leandoer 96)
- 2020 - Starz
- 2020 - Blodhundar & Lullabies (sous le pseudonyme Jonatan leandoer 96)
- 2023 - Sugar World (sous le pseudonyme Jonatan leandoer 96)
- 2025 - Jonatan

### Mixtapes
- 2013 - Unknown Death 2002
- 2016 - Frost God
- 2018 - Poison Ivy
- 2022 - Stardust

### Extended plays
- 2013 - Lavender EP
- 2017 - Katla (sous le pseudonyme Jonatan leandoer 96 anciennement Jonatan leandoer 127 )

### Singles
- 2012 - Uptown Work
- 2012 - Furryballs (Ft. Spooner G)
- 2012 - Plastic G-Shock
- 2013 - Marble Phone (Ft. Kreayshawn)
- 2013 - Nekobasu
- 2013 - Narashino
- 2013 - Lucifer Love
- 2013 - Summer 98
- 2013 - Racks On Racks (Ft. Thaiboy Digital)
- 2013 - Stevie Nicks
- 2013 - 3D spaceship
- 2013 - 5th Element
- 2013 - Plastic Boy (Ft. Bladee)
- 2013 - Buildings (Ft. Thaiboy Digital & Bladee)
- 2013 - Crystalized Snow (Ft, Thaiboy Digital)
- 2013 - Die With Me
- 2013 - Kyoto
- 2014 - Damn Gud Shawty
- 2014 - Motorola
- 2014 - Orroz
- 2014 - Visions Of U
- 2014 - Yoshi City
- 2014 - Gatorade
- 2014 - Recharge
- 2014 - King Of Darkness
- 2015 - Diamonds (Ft. Thaiboy Digital)
- 2015 - Crystal Clear Ice
- 2015 - Wanna Smoke (Ft. Ballout)
- 2015 - Ghostrider
- 2015 - Burns
- 2015 - Suicide
- 2015 - Bathtub
- 2015 - Tokyo Drift
- 2015 - Roses
- 2015 - Taipei
- 2015 - Myself (Ft. ILOVEMAKONNEN)
- 2016 - Reebok (Ft. Lil Flash)
- 2016 - To Me (Ft. Luckaleannn)
- 2016 - Miami Ultras
- 2016 - F*ck The Police (Ft. Ballout)
- 2016 - Schemin (Ft. Uli K)
- 2016 - Hennessy & Sailor Moon (Ft. Bladee)
- 2016 - Highway Patrol (Feat. Bladee)
- 2017 - Red Bottom Sky
- 2018 - Like Me (Ft. Lil Dude)
- 2018 - Happy Feet
- 2019 - Creep Creeps
- 2019 - Red Velvet (Ft. Bladee)
- 2019 - First Class (Ft. Thaiboy Digital)
- 2019 - Blue Plastic
- 2020 - Boylife in EU
- 2020 - Violence
- 2020 - Pikachu
- 2020 - Opium Dreams (Ft. Bladee)
- 2021 - Chandelier
- 2022 - Trip
- 2022 - Lazy Summer Day
- 2022 - Chinese Restaurant